# Henri-Gérard Augustine
Pour les articles homonymes, voir Augustine.
Henri-Gérard Augustine, né le 21 octobre 1924 à Basse-Terre en Guadeloupe et mort le 12 septembre 2014 à Dax, est un footballeur français de milieu de terrain de la fin des années 1940 au milieu des années 1950, avant de se reconvertir en entraîneur du milieu des années 1950 jusqu'à la fin des années 1970.

## Biographie
Henri-Gérard Augustine fait ses débuts professionnels au Stade français. Il s'exile ensuite en Amérique du Sud et centrale dans les années 1950 et joue avec plusieurs clubs (Toluca, Santos et Palmeiras notamment).
Il se reconvertit ensuite en entraîneur, avec Palmeiras, puis des clubs prestigieux comme Cruzeiro et Flamengo. Il entraîne le temps d'une saison (1975-1976), l'USG Boulogne.